# O Segredo Final (romance de Dan Brown)
The Secret of Secrets (O Segredo Final no Brasil) é um futuro romance de suspense e mistério do escritor norte-americano Dan Brown, sendo o sexto livro da série protagonizada pelo simbologista Robert Langdon, sucedendo Origin (2017). A obra tem lançamento mundial previsto para 9 de setembro de 2025.

## Enredo
No enredo, o professor de simbologia de Harvard, Robert Langdon, viaja para Praga, na República Tcheca, a fim de participar de uma palestra inovadora ministrada por Katherine Solomon, renomada cientista noética e sua parceira romântica desde os acontecimentos de The Lost Symbol. Katherine está prestes a lançar um livro revolucionário, cujas descobertas sobre a natureza da consciência humana têm o potencial de abalar paradigmas científicos, filosóficos e religiosos estabelecidos há séculos.
Porém, pouco antes da divulgação dessas revelações, um assassinato brutal mergulha o evento no caos. Katherine desaparece misteriosamente, junto com o manuscrito que contém suas descobertas. Langdon, então, torna-se alvo de uma poderosa organização clandestina e passa a ser perseguido por um antagonista que parece ter saído diretamente das lendas mais sombrias da mitologia tcheca.
Na busca frenética por Katherine e pelos segredos ocultos no manuscrito perdido, a trama se expande de Praga para Londres e Nova York, conduzindo Langdon por um labirinto que entrelaça os limites da ciência de ponta, da neurociência, da noética e dos mistérios esotéricos. O protagonista se depara com uma conspiração envolvendo um projeto secreto capaz de transformar para sempre a compreensão humana sobre a própria mente.

## Temas
Assim como nas obras anteriores da série, The Secret of Secrets explora temas recorrentes como:
- O embate entre ciência e espiritualidade;
- Os limites do conhecimento humano;
- A influência dos símbolos, da mitologia e da história secreta sobre a sociedade contemporânea;
- O poder da consciência e a investigação dos mistérios da mente humana, aprofundando questões já levantadas em The Lost Symbol sobre a ciência noética.

Além disso, o romance incorpora elementos da mitologia eslava, especialmente lendas e figuras folclóricas associadas à cidade de Praga.

## Personagens principais
- Robert Langdon – Professor de simbologia religiosa em Harvard e protagonista da série.
- Katherine Solomon – Cientista noética, pesquisadora da consciência e interesse amoroso de Langdon.
- Antagonista – Um misterioso perseguidor, inspirado nas figuras mais sombrias da mitologia tcheca, cuja identidade permanece desconhecida até o desfecho do livro.
- Membros da organização secreta – Uma sociedade poderosa, cujos interesses são diretamente ameaçados pelas descobertas de Katherine.[5]

## Desenvolvimento
O lançamento de The Secret of Secrets foi oficialmente anunciado em 29 de Janeiro de 2025, por meio das redes sociais de Dan Brown e de seu site oficial. Segundo o autor, o livro retoma questões já exploradas em O Simbolo Perdido, aprofundando investigações sobre os mistérios da mente humana, agora associadas a avanços recentes nas neurociências.
Brown revelou em entrevistas que escolheu Praga como cenário inicial devido à sua rica tradição esotérica, alquímica e simbólica, considerada uma das cidades mais místicas da Europa.

## Recepção antecipada
Mesmo antes do lançamento, The Secret of Secrets gerou intensa expectativa no mercado editorial e entre os fãs da série, tornando-se rapidamente um dos livros mais aguardados do ano. Críticos destacam que a proposta de mesclar ciência contemporânea, mistérios históricos e filosofia da mente sugere um enredo mais ousado e especulativo do que os anteriores.
Antes mesmo do lançamento do livro, a Netflix anunciou oficialmente que irá produzir uma adaptação cinematográfica de ''The Secret of Secrets''. A plataforma confirmou que o projeto já está em desenvolvimento, com previsão de início das filmagens para o primeiro semestre de 2026. Ainda não foram divulgados detalhes sobre elenco, direção ou data de estreia.

## Publicação
- Título: The Secret of Secrets
- Autor: Dan Brown
- País:  Estados Unidos
- Idioma: Inglês
- Série: Robert Langdon (#6)
- Gênero: Romance de suspense, mistério, thriller esotérico
- Editora: Doubleday
- Data de lançamento: 9 de setembro de 2025
- Páginas: (não divulgado)
- ISBN: (a ser divulgado)

## Antecessores
| Nº | Título                | Ano  |
| -- | --------------------- | ---- |
| 1  | Angels & Demons       | 2000 |
| 2  | The Da Vinci Code     | 2003 |
| 3  | The Lost Symbol       | 2009 |
| 4  | Inferno               | 2013 |
| 5  | Origin                | 2017 |
| 6  | The Secret of Secrets | 2025 |